# 切雷莫什納 (伊凡諾-法蘭科夫斯克州)
48°2′34″N 24°55′48″E / 48.04278°N 24.93000°E
切雷莫什納（羅馬化：Cheremoshna）是烏克蘭的村落，位於該國西部伊萬諾-弗蘭科夫斯克州，由韋爾霍維納區負責管轄，始建於1807年，面積12平方公里，2001年人口650。